# Ernst von Glasersfeld
Ernst von Glasersfeld, né le 8 mars 1917 à Munich et mort le 12 novembre 2010 à Leverett (Massachusetts), est un philosophe, cybernéticien, psychologue, qui a notamment œuvré pour une approche constructiviste de l'épistémologie, approche qu'il qualifie lui-même de constructivisme radical.
Ernst von Glaserfeld propose ainsi de "ne plus considérer la connaissance comme la recherche de la représentation iconique d'une réalité ontologique, mais comme la recherche de manières de se comporter et de penser qui conviennent. La connaissance devient alors quelque chose que l'organisme construit dans le but de créer de l’intelligibilité dans le flux de l'expérience."

## Biographie
Après une enfance passée à Prague, Ernst von Glasersfeld obtient sa maturité (équivalent du baccalauréat) en Suisse en 1935 puis commence à étudier les mathématiques à l'université de Vienne. En 1936, il part à Paris étudier la logique, la philosophie et la psychologie. Lorsque les Nazis envahissent l'Autriche, tous les biens de sa famille sont confisqués. En 1939, il émigre en Irlande où il devient fermier et, en 1945, il obtient la nationalité irlandaise.
En 1947, von Glasersfeld part en Italie travailler avec Silvio Ceccato au sein de l'Italian Operational School. Il devient consultant et conseiller pour les langues de Ceccato et correspondant en Italie de plusieurs journaux allemands et anglais. De 1960 à 1966, il occupe différents postes universitaires en Italie, notamment au sein du Center for Cybernetics de Milan. En 1962, il est nommé directeur du projet en linguistique computationnelle. En 1965, il rencontra Heinz von Foerster.
Entre 1967 et 1987, il travaille au sein du département de psychologie de l'université de Géorgie où Charles Smock lui fait découvrir les théories de Jean Piaget. En 1970, von Glasersfeld se rend à une rencontre à Tullahoma (Tennessee) où von Foerster, W. Ross Ashby et Humberto Maturana lui présentent les fondations de la cybernétique de second ordre. En 1981, il publie dans l'ouvrage collectif de Paul Watzlawick L'invention de la réalité son article Une introduction au constructivisme radical dans lequel il présente Giambattista Vico comme le premier philosophe "constructiviste".
À partir de 1987, il a travaillé au sein de l'université du Massachusetts.
Il meurt le 12 novembre 2010 à l'âge de 93 ans.

## Publications
- The construction of knowledge à Contributions to conceptual semantics, Intersystems Publications, Salinas CA. (1987)
- Wissen, Sprache und Wirklichkeit, Vieweg, Wiesbaden. (1987)
- Linguaggio e comunicazione nel costruttivismo radicale, CLUP, Milan. (1989)
- Radical constructivism in mathematics education, Kluwer, Dordrecht. (1991)
- Notes constructivistes sur l’éducation, Séminaires CIRADE #72, Université du Québec à Montréal, pp. 2–9. (1992)
- Radical constructivism: A way of knowing and learning, 213 pages, Falmer Press, Londres. (1995)
- Grenzen des Begreifens (Limits of understanding), 105 pages, Berne, Suisse, Benteli Verlag. (1996)
- Wege des Wissens [Ways of knowing: Constructivist explorations of thinking], 263 pages, Carl Auer, Heidelberg. (1997)
- Wie wir uns erfinden. Eine Autobiographie des radikalen Konstruktivismus (How we invent ourselves: An autobiography of radical constructivism), avec Heinz von Foerster, Carl Auer, Heidelberg. (1999)
- Key works in radical constructivism, édité par M. Larochelle, Sense Publishers, Rotterdam. (2008)
- Unverbindliche Erinnerungen. Skizzen aus einem fernen Leben, FolioVerlag, Vienne, Bolzano. (2008)
- Partial memories. Sketches from an improbable life., Imprint Academic, Exeter. (2009)

Une liste complète de ses livres et articles est publiée sur son site, dont de nombreux articles disponibles en pdf (essentiellement en anglais et allemand, quelques-uns en français).